# Tramway de Göteborg
Le tramway de Göteborg, circule depuis 1879 dans la ville de Göteborg en Suède, il est géré par la société Göteborgs Spårvägar AB. Göteborg est une des rares villes suédoises à avoir conservé ses tramways avec Norrköping et Stockholm.

## Exploitation

### Lignes actuelles
| Ligne | Parcours | Longueur | Nombre d'arrêts | Temps de parcours | Vitesse moyenne | Nombre de passagers par jour |
| ----- | --- | -------- | --------------- | ----------------- | --------------- | ---------------------------- |
|       | Tynnered–Östra Sjukhuset | 15.59 km | 33              | 47/49 min         | 19.1 km/h       | 32 500                       |
|       | Högsbotorp–Mölndal |          | 27              | 40 min            |                 |                              |
|       | Marklandsgatan–Kålltorp | 12.68 km | 30              | 44/45 min         | 16.9 km/h       | 32 400                       |
|       | Mölndal–Angered | 19.26 km | 21              | 41/40 min         | 28.2 km/h       | 27 400                       |
|       | Torp–Länsmansgården | 13.78 km | 29              | 39/38 min         | 21.2 km/h       | 25 500                       |
|       | Länsmansgården–Kortedala | 24.55 km | 46              | 71/71 min         | 20.7 km/h       | 43 400                       |
|       | Tynnered–Bergsjön | 21.05 km | 35              | 54/55 min         | 23.0 km/h       | 35 900                       |
|       | Frölunda–Angered | 21.31 km | 25              | 46/47 min         | 27.2 km/h       | 19 600                       |
|       | Kungssten–Angered | 18.98 km | 21              | 43/43 min         | 26.5 km/h       | 25 600                       |
|       | Guldheden–Eketrägatan/Biskopsgården | 8.79 km  | 17/23           | 24/31 / 25/32 min | 21.7 km/h       | 15 600                       |
|       | Saltholmen–Bergsjön | 21.83 km | 38              | 58/58 min         | 22.6 km/h       | 38 000                       |
|       | Ligne de tram planifiée. |          |                 |                   |                 |                              |
|       | Sahlgrenska–Brämaregården |          | 13              | 23 min            |                 |                              |
|       | Ligne non exploitée depuis 2006. Son parcours était "Centralstationen - Krokslätt" (Gare central - Krokslätt)                             |          |                 |                   |                 |                              |
|       | "Ligne de Liseberg" exploitée uniquement par des tramways historiques. Son parcours est: Gare centrale - Liseberg - (Sankt Sigfrids plan) |          |                 |                   |                 |                              |
|       | "Ligne d'entrainement et d'évènements" : exploitée uniquement à l'occasion d'évènements particuliers, et sert également à l'écolage.      |          |                 |                   |                 |                              |

### Matériel roulant
Le parc utilisé à Göteborg est composé des modèles suivants :
- M29, Hägglund, livraison de 1969–1972, 54 exemplaires
- M31 (anciennement M21 ASEA livrés 1984–1992, reconstruit avec une caisse à plancher bas en 1998–2003), 78 exemplaires
- M32 AnsaldoBreda Sirio1 65 exemplaires, livraison de 2005–2013,
- M33 Alstom Flexity Classic, livraison de 2019 à aujourd'hui,
- M34 (version longue du M33) Alstom Flexity Classic, livraison de 2023 à aujourd'hui,

En 2024, Skoda remporte la rénovation des rames M31 .